# The Return of the Manticore
The Return of the Manticore è un cofanetto antologico in 4 CD del gruppo musicale britannico Emerson, Lake & Palmer, pubblicato nel 1993.

## Descrizione
Oltre a ripercorrere, in ordine sparso, una parte cospicua della produzione del trio dal 1970 al 1992 (ossia dal debutto fino a Black Moon, allora ultimo album pubblicato), la raccolta comprende varie tracce inedite, alcune delle quali incise appositamente nel 1993 e poste tutte assieme all'inizio del primo CD. Di queste ultime in particolare, quattro sono rivisitazioni di brani che i singoli membri del gruppo avevano pubblicato o eseguito in precedenza con altre formazioni:
- Touch and Go (Keith Emerson e Greg Lake in Emerson, Lake & Powell, 1986);
- Hang on to a Dream (Emerson in The Nice, 1969);
- 21st Century Schizoid Man (Lake nei King Crimson, 1969);
- Fire (Carl Palmer in concerto con The Crazy World of Arthur Brown, 1969).

Gli altri due brani registrati ex novo sono rifacimenti rispettivamente della suite Pictures at an Exhibition – prima e unica versione in studio – e del singolo I Believe in Father Christmas, in origine pubblicato da Greg Lake come solista nel 1975 e poi parzialmente riarrangiato dal trio due anni dopo, sull'album Works Volume 2.
I rimanenti tre inediti – posti rispettivamente sui CD 2, 3 e 4 – risalgono infine tutti agli anni settanta:
- una versione di Rondo, brano proveniente dal repertorio di The Nice, registrata dal vivo al Lyceum Theatre di Londra il 9 dicembre 1970;
- Bo Diddley, brano strumentale registrato dal trio in studio nel 1975 e sviluppato a sua volta dal tema di The Yodel (1966) dell'organista di blues jazz "Big" John Patton.
- una versione in studio del 1971 di Prelude and Fugue, brano di Friedrich Gulda per pianoforte solo, che Emerson citò anche nelle Piano Improvisations (dal triplo album dal vivo del 1974), a loro volta presenti in questo cofanetto come parte di Take a Pebble (Live Version).[1]

## Tracce
CD1
1. Touch and Go (new recording) – 3:01 (Keith Emerson, Greg Lake)
2. Hang on to a Dream (new recording) – 4:27 (Tim Hardin)
3. 21st Century Schizoid Man (new recording) – 3:07 (Robert Fripp, Michael Giles, Lake, Ian McDonald, Peter Sinfield)
4. Fire (new recording) – 3:24 (Arthur Brown, Vincent Crane, Mike Finesilver, Peter Ker)
5. Pictures at an Exhibition (new recording) – 15:33
6. I Believe in Father Christmas (new recording) – 3:26 (Lake, Sinfield)
7. a. Introductory Fanfare / b. Peter Gunn – 4:27 (a. Emerson, Palmer / b. Henry Mancini, arr. Emerson, Lake & Palmer)
8. Tiger in a Spotlight – 4:32 (Emerson, Lake, Palmer, Sinfield)
9. Toccata – 7:20 (Alberto Ginastera, arr. Emerson; sezione percussioni: Palmer)
10. Trilogy – 8:53 (Emerson, Lake)
11. Tank – 6:47 (Emerson, Palmer)
12. Lucky Man – 4:37 (Lake)

Durata totale: 69:34
CD2
1. Tarkus – 20:35
2. From the Beginning – 4:14 (Lake)
3. Take a Pebble (live version) – 22:48
4. Knife Edge – 5:05 (Leoš Janáček, testo: Lake, Dick Fraser)
5. Paper Blood – 4:26 (Emerson, Lake, Palmer)
6. Hoedown (Taken from: Rodeo) – 3:43 (Aaron Copland, arr. Emerson, Lake & Palmer)
7. Rondo (live version, previously unreleased) – 14:28 (Dave Brubeck arr. Emerson, Lake & Palmer)

Durata totale: 75:19
CD3
1. The Barbarian – 4:28 (Béla Bartók, arr. Emerson, Lake & Palmer)
2. Still... You Turn Me On – 2:52 (Lake)
3. The Endless Enigma – 10:37
4. C'est la Vie – 4:16 (Lake)
5. The Enemy God Dances with the Black Spirits (Excerpt from The Scythian Suite, 2nd movement) – 3:21 (Sergej Sergeevič Prokof'ev, arr. Palmer)
6. Bo Diddley (previously unreleased) – 5:03 (Emerson, Lake, Palmer)
7. Bitches Crystal – 3:55 (Emerson, Lake)
8. A Time and a Place – 2:57 (Emerson, Lake, Palmer)
9. Living Sin – 3:12 (Emerson, Lake, Palmer)
10. Karn Evil 9 – 29:37
11. Honky Tonk Train Blues – 3:11 (Meade "Lux" Lewis, arr. Emerson, Alan Cohen)

Durata totale: 73:29
CD4
1. Jerusalem – 2:44 (testo: William Blake – musica: Sir Hubert Parry, arr. Emerson, Lake & Palmer)
2. Fanfare for the Common Man – 9:40 (Aaron Copland, arr. Emerson, Lake & Palmer)
3. Black Moon – 6:58 (Emerson, Lake, Palmer)
4. Watching over You – 3:54 (Lake, Sinfield)
5. Piano Concerto No.1 (3rd Movement: Toccata con Fuoco) – 6:48 (Emerson)
6. For You – 4:27 (Lake, Sinfield)
7. Prelude and Fugue (previously unreleased) – 3:15 (Friedrich Gulda)
8. Memoirs of an Officier and a Gentleman – 20:32
9. Pirates – 13:18 (Emerson, Lake, Sinfield)
10. Affairs of the Heart – 3:46 (Lake, Geoff Downes)

Durata totale: 75:22

## Formazione
- Keith Emerson: tastiere
- Greg Lake: voce, chitarra, basso
- Carl Palmer: batteria e percussioni